# El Salvador en el Festival de la OTI
El Salvador debuta en el Festival de la OTI en su edición de 1974 celebrada en Acapulco y participa ininterrumpidamente en el concurso hasta la clausura del mismo en el año 2000 a pesar del ambiente de violencia política de los años 1970 y de la guerra civil que sacudió el país entre 1980 y 1992.
Nunca ha obtenido plaza entre los tres primeros clasificados y su mejor posición fue el 4.º puesto alcanzado en la edición de 1986 gracias a la canción Pensalo dos veces, Martín con su intérprete Jaime Turish.
Tampoco El Salvador ha organizado ninguna edición del Festival de la OTI.

## Participaciones de El Salvador en el Festival de la OTI
| Año  | Sede             | Artista                  | Canción                       | Director orquesta        | Lugar | Pts |
| ---- | ---------------- | ------------------------ | ----------------------------- | ------------------------ | ----- | --- |
| 2000 | Acapulco         | Marinella Arrué          | Soñador                       | Roberto Godoy            | SF    |     |
| 1998 | San José         | Julio Roberto Hernández  | Año 2000                      |                          | Desc. |     |
| 1997 | Lima             | Rafael Alfaro            | Cantándole a la vida          | Víctor Salazar           | Desc. |     |
| 1996 | Quito            | Juan Manuel Bolaños      | Con alguien más               |                          |       |     |
| 1995 | San Bernardino   | Matices                  | Ven aquí conmigo              |                          | F     |     |
| 1994 | Valencia         | Claudia Basagoitia       | Tú, sólo tú                   |                          | SF    |     |
| 1993 | Valencia         | Roberto Salamanca        | Ella                          |                          | 23    |     |
| 1992 | Valencia         | María Gabriela           | Ruego                         |                          | -     |     |
| 1991 | Acapulco         | Rosa María Aguilar       | Esta noche no                 |                          | SF    |     |
| 1990 | Las Vegas        | Walter Artiga            | Todavía el amor perdona       |                          | -     |     |
| 1989 | Miami            | Gerardo Parker           | Quisiera                      |                          | -     |     |
| 1988 | Buenos Aires     | Walter Artiga            | No está bien                  | Oscar Cardozo Ocampo     | 14.º  | 0   |
| 1987 | Lisboa           | Iliana Posas             | Nadie más que tú              | Fernando Correia Martins |       |     |
| 1986 | Santiago         | Jaime Turish             | Pensalo dos veces, Martín     | Mario Zúñiga             | 4.º   |     |
| 1985 | Sevilla          | Óscar Alejandro          | Vendedor de canciones         |                          |       |     |
| 1984 | Ciudad de México | Carlos Hernández         | Soy                           |                          |       |     |
| 1983 | Washington D. C. | Ernesto Guerra           | Del principio al final        | Julio Jaramillo          | 17.º  | 42  |
| 1982 | Lima             | Félix López              | Con un cuento en el bolsillo  |                          | 11.º  | 14  |
| 1981 | Ciudad de México | Eduardo Fuentes          | El latinoamericano            | Héctor Rodas             | 12.º  | 11  |
| 1980 | Buenos Aires     | Ricardo Alfaro           | El séptimo día                |                          | 19.º  | 4   |
| 1979 | Caracas          | Andrés Valencia          | Niño, mi lindo niño           |                          | 14.º  | 10  |
| 1978 | Santiago         | Álvaro Torres            | Gracias                       |                          | 16.º  | 1   |
| 1977 | Madrid           | Ana Marcela D'Antonio    | Enséñame a vivir              |                          | 5.º   | 3   |
| 1976 | Acapulco         | Walter Salvador Bautista | Tú que no mueres en la muerte |                          | 15.º  | 1   |
| 1975 | San Juan         | Eduardo Fuentes          | Trataré de olvidarte          |                          | 17.º  | 0   |
| 1974 | Acapulco         | Félix López              | Todo será de nosotros         | Chucho Ferrer            | 10.º  | 3   |